# Tommi Evilä
Jaakko Tommi Kristian Evilä (né le 6 avril 1980 à Tampere) est un athlète finlandais spécialiste du saut en longueur.

## Biographie
En 2001 il remporte les championnats de Finlande seniors à Turku en dépassant pour la première fois la barre des 8 mètres : 8,01 m avec un vent légèrement trop favorable. Le 11 août il devient champion de Finlande espoir à Eurajoki en sautant à 8,04 m, cette fois-ci par vent régulier. Aux championnats d'Europe espoirs à Amsterdam il obtient la cinquième place.
Il se distingue lors de la saison 2005 en se classant quatrième des championnats d'Europe en salle de Madrid avec la marque de 7,97 m, échouant à deux centimètres seulement de la médaille de bronze. Durant l'été, Tommi Evilä monte sur la troisième marche du podium des Championnats du monde d'Helsinki en sautant 8,25 m à son cinquième essai, mais un vent trop favorable de 2,9 m/s empêche l'homologation de cette performance. Cependant, en qualifications, il a réussi 8,18 m (+0,9 m/s) dès le premier essai, battant ainsi le record national détenu depuis 1966 par Rainer Stenius avec 8,16 m. Il décroche la seule médaille finlandaise de cette compétition. En fin de saison il améliore son record d'un petit centimètre lors d'une rencontre Finlande-Suède, soit 8,19 m.
En 2008, le Finlandais améliore son record personnel en réalisant 8,22 m (+1,0 m/s) à Göteborg. Il est éliminé dès les qualifications lors des Jeux olympiques de Pékin avec la marque de 7,88 m. En début d'année suivante, le Finlandais se classe septième des Championnats d'Europe en salle de Turin. En 2010 il égale son record national au meeting de saut en longueur de Bad Langensalza (+2,0 m/s)}.
Il participe aux Championnats d'Europe d'athlétisme en 2010 et 2012, finissant à chaque fois dixième.

### Palmarès
| Date | Compétition                    | Lieu     | Place | Marque |
| ---- | ------------------------------ | -------- | ----- | ------ |
| 2005 | Championnats d'Europe en salle | Madrid   | 4e    | 7,97 m |
| 2005 | Championnats du monde          | Helsinki | 3e    | 8,25 m |
| 2009 | Championnats d'Europe en salle | Turin    | 7e    | 7,86 m |
| 2013 | Championnats d'Europe en salle | Göteborg | 6e    | 7,96 m |

- Vainqueur des Championnats de Finlande en 2001, 2003 à 2006, 2009 à 2011, 2013[4].

### Records
| Épreuve                  | Performance | Lieu            | Date            |
| ------------------------ | ----------- | --------------- | --------------- |
| Saut en longueur         | 8,22 m      | Göteborg        | 28 juin 2008    |
| Saut en longueur         | 8,22 m      | Bad Langensalza | 5 juin 2010     |
| Saut en longueur (salle) | 8,00 m      | Tallinn         | 20 février 2005 |